# グラビアアイドル
グラビアアイドルとは、日本で発祥した女性のモデル、タレント、アイドルの一種である。
女性タレントが、雑誌のグラビアページを主体とした各種メディアでセクシーな姿を魅せるアイドルとして活動し、グラドルとも略称される。そのうち、グラビアアイドルの中で特に高く評価される者は、グラビアクイーンとも称される。
英語では、ピンナップモデル（Pin-up model）やピンナップガール（Pin-up girl）、ビキニモデル（Bikini model）、センシュアルガール（Sensual girl）などと称される。グラビア（en:Gravure）の本来語義は凹版版画の技法であり、後述のグラビア誌面の印刷がかつてはそれによって行われていたことが、「グラビアアイドル」の由来となっている。

## 概要
グラビアアイドルの主な活動の場は、雑誌グラビアページやポスター、写真集などであり、特に青年誌・ヤング誌などといった男性向け雑誌では、グラビアアイドルの被写体によっても売れ行きが左右されるなど、非常に重要なファクターとなっている。そのような成立の経緯から、セクシャルな想像を掻き立てる表現ができること、すなわちセックスアピールに優れていることなどが絶対的な条件であり、大きな特徴である。
前述の通り、男性向け雑誌へのグラビアページ掲載を中心としており、「グラビアタレント」は女性が一般的であるが、多様化するニーズに応える形で、女性向けの男性グラビアモデルもわずかではあるが、登場し始めている。
アスリートの武井壮は、海外ではあまり見られない文化で、日本独自に近い職種、存在であると論評している。
イメージビデオの制作
印刷媒体と並行し、グラビアタレントの活動として重要なものにイメージビデオの制作がある。
ビデオ媒体は、2000年代前半に家庭用ビデオレコーダーの規格がVHSからDVD-Videoへ移行し、製造費が非常に安価になった。そのため、個人経営を含む中小製造会社が大量に参入し、毎月の発売本数の増加などがみられるようになり、供給過多状態に陥った。
着エロは、露出度の高さを売りにしてこうした状況から他社を出し抜いて躍進するために一部の製造会社が執った、経営戦略上の産物でもある。着エロの盛行により、ヌードグラビアやアダルトビデオとグラビアのハードルを下げることにつながる。着エログラビアに出演していたモデルがAV女優やヌードモデルに転向する例も多く、2000年代以降のグラビアタレント全体の閉塞感を生みだす一因ともなっていく。
2020年以降は雑誌の売り上げ低下を補うべく、各出版社から毎月大量のデジタル写真集が発売されていった。これには資源再利用の側面もあり、この裏側をさらに撮影したグラビアオフショット動画の需要も2022年時点で「週プレChannel」のチャンネル登録者数は約100万人、「講談社ヤンマガch」は約73万人、「ヤンジャンTV」は約40万人と増えている。一方、一時代を築いたDVDでのイメージビデオ販売は斜陽となっており、売り上げを補填するために過激化路線へ移行している。また、沢口愛華、雪平莉左、寺本莉緒のような、イメージDVDを発売せずに手の届かない存在としてファンに飢餓感を感じさせるグラビアアイドルが増えているという。

## 詳細・表現手法
グラビアモデルの表現方法は、以下のカテゴリーに分類できる。

### 水着
グラビアタレントは、主に男性週刊誌・月刊誌のグラビアを中心に起用される。そのうち、水着は数多いグラビア制作の手段であり、メインアイテムとして扱われている。元来、雑誌グラビアは男性が見て楽しむことを目的にしたものであり、日本ではセミヌードに至らないグラビア素材として、ビキニなどの水着モデルを使うことを1960年代後半から行なってきた。1970年代から、女性アイドルが水着グラビアに出演するプロモーションが、積極的に行われていた。
1990年代以降の水着モデルには、山本梓、藤崎奈々子、佐藤江梨子、優香、ほしのあきらがいた。撮影は、浜辺やプールサイドなど、水着に合った環境でのロケーションが多かったが、次第に水着にはまったく関係性の無い場所、それこそ街中や店先、アミューズメント施設内においても、水着グラビアを披露している場面が見受けられるようになっている。。

### 下着姿、着エロ
水着姿は、旧来より現在もグラビア制作で最も多用される手法だが、読者の反応は次第に鈍化して「雑誌の売上部数も低下」した。グラビアは男性誌の売上を左右する重要なコンテンツであることから、グラビアタレントの刷新だけでなく、水着以外の様々な趣向を凝らしたグラビア作品が多数編み出されている。シンプルなもの、透けるもの、極小で隠される部位の面積が小さいもの、ビキニ様のカラフルな「見せ下着」などを用いる「下着・ランジェリー」姿のグラビアもあり、着崩して一層扇情的にしたグラビアも増えている。
「着エロ」と称する過激なグラビアは、水着グラビアとヌードグラビアの間にあり、Tバック水着あるいは水着を着けず手など体の一部や小物などで女性の局所を隠し、大股開きなど挑発的なポーズで強く刺激する写真を用いる。写真フィルムによる製版からデジタル処理された製版へ印刷技術が向上して画像修正が容易になり、タレントのほくろ、吹き出物、傷、虫刺され跡、肌色などを修正する場合も多く見られる。
露出度の高い制作物が猥褻物になる事例、未成年モデルが児童ポルノとして関係者が逮捕される事例、アダルトビデオやヌードグラビアなどの強要事例、などの事件も散見される。

### ヌード/セミヌード
グラビアの仕事として、ヌードやセミヌードを専門に披露するグラビアタレントも、男性向け雑誌の創刊とともに、長らく存在する。後にモデル、歌手や女優、各種女性タレントなどが、こうしたヌードやセミヌードを披露することもある。1990年代からはヌードモデルとグラビアアイドルをもじり、ヌードルの造語も誕生させた。
1960年代後半から1980年代にはフラワー・メグ、ハニー・レーヌ、小松みどり、麻田奈美らが活躍した。1990年代からは水谷ケイ、秋乃桜子、三浦綺音、斉藤美保、渡辺由架、木内美穂、三浦敦子、仲谷かおり、田中玲那、生田依子、平沙織、寺嶋早紀、大原麻琴、遠藤賀子、前島かおり、河合美果、間宮沙希子、沢田奈緒美、麻丘実希、伊藤かな、綾瀬麻理、星野陽子、白石さおり、梶原亜紀、江口ナオ、のはら歩、河合あすか、小峰佳世、三浦ふみこ、上原綾、麻田かおり、白井夏、桜井美代子、池上麗子、桜井美代子、染谷まさ美、角松かのりなどのグラビアアイドルがいた。
2000年以降は祥子、兎丸愛美、坂ノ上朝美、似鳥沙也加、奈月セナ、大塚びるらの活躍がみられる。
ポーランド出身のシルヴィア・パツラ、米国で活動しプレイボーイ誌にも登場したオオシマ・ヒロミらも知られている。

### 通常ファッション
一方で、所属事務所の戦略により、将来的に本格派女優として売り出そうとしているタレントの清純なイメージを壊さぬように、あるいは当人が水着を含むセクシャルなイメージのグラビアを敬遠した場合は、極力肌の露出を抑えた浴衣姿やワンピースといった普段着に近い通常ファッションの写真を使用した情緒的作品も、アイドルに清純なイメージを求めているファンには好まれる傾向にある。
水着グラビアは“卒業”したものの、グラビア活動を継続するタレント、職業柄セクシーな露出を必要としないフリーアナウンサー・キャスターなどは、概して通常ファッションやセクシーなドレスなどを着用したグラビアを披露していく（後述）。

### コスプレ（お菓子系）
最も新しい表現手法に「コスプレ」と呼ばれるものでのものがあり、これはいわゆるおたくの「萌え」文化の影響を受けて生まれた表現方法である。
元は漫画やアニメといった2次元世界の衣装を実際に作成し、自ら着用することで、そのキャラクターになりきって仲間内同士で楽しむ行為（通常彼らは「コスプレイヤー」と呼ばれる）であった。当初はコミックマーケットなどの同人誌即売会で、一部の愛好者が着用し、流行り出したのが始まりである。
その後、インターネットの普及で、自身のブログなどで、コスプレをした姿を写真に写して公開する「ネットアイドル」が急増したが、そういったシチュエーションをそのまま雑誌グラビアに転用したのを「コスプレグラビア」と呼び、人気を博するグラビアタレントも後述のとおり出現している。これらは独特の世界観をグラビアに持ち込むことになった。
また、コスプレの一環として、学校制服や体操着（ブルマーを穿く場合も）、スクール水着などを着用して、学校生活を想起させる手法がある。こうした手法は前述の清純なイメージを求める手法とは明らかに表現方法が異なり、衣類を着用しただけでなく、身体の形を強調したり、さらに脱衣シーンやその後の見せ下着・水着姿を同時に披露したりと、エロティックさを狙ったものである。これは、1990年代に創刊してこうした誌面を主に作っていた「お菓子系」と呼ばれる雑誌が多用していた。かつて、こうしたグラビアのモデルには20歳を過ぎたグラビアモデルなどもいたが、実際に現役の小学生から高校生らがグラビアタレントとなり、披露している場合が多い。
なお、講談社によれば2020年代以降は制服系の衣装から水着に展開させる「お約束」が厳しくなっており、制服姿で「17歳の初々しい柔肌」などと題したデジタル写真集はAmazonから削除されてしまうという。

## 年齢層の拡大
一般的に、グラビアタレントのキャリアは短いとされてきた。1970年代から2000年代初頭にかけてのグラビアタレントは、早ければ10代、遅くても大学卒業相当（22 - 23歳）の年齢でグラビアを卒業することがほとんどだった。
しかし、2000年代以降はその限りでなく、従来には見られなかった30歳を過ぎてもグラビアから撤退せずに第一線で活躍し続けるタレントが増えてきた。その流れを作ったと言えるのがほしのあきで、彼女は10代でファッション雑誌の専属モデルとしてデビューし、2001年頃からグラビアの仕事を始める。そして、20代後半に差し掛かった2000年代後半になると、これまで少なかった「年長グラビアアイドル」の草分け的存在として話題になる。
グラビアアイドルとして活動するタレントの年齢層は、上は30代以上から下は10代前半までと、幅広くなっていく。
上限については優木まおみなどのように大学を卒業してから、あるいは井上和香や壇蜜などのように社会人を経験した後に芸能界デビューする者も多く見受けられるようになったためである。
熊田曜子や磯山さやかの活躍が、グラビアタレントとしての平均寿命を飛躍的に上げることになり、本人の意欲とプロポーション維持を怠らなければグラビアでも活躍できる、とする認識が広く生まれ、この後多くの高年齢グラビアタレントが活躍の場を広げる。
1967年生まれの桜井美春が41歳にしてグラビアタレントとしてデビュー、「ほしのあきを超えた、最年長グラドル」として話題となった。また、2010年には1965年生まれで、1990年代にレースクイーンなどで活躍した岡本夏生が44歳にしてグラビアタレントとしての活動を再開したことも話題になった。
2020年代には熊切あさ美が再ブレイク。これを機に華彩なな、小柳歩、戸田れい、平塚奈菜、あべみほ、沢地優佳、更には中島史恵といった美熟女グラドルが大量に活躍している。2024年にグラビア活動を開始し、グラジャパ!2024最優秀作品賞受賞者となった声優・井口裕香も30代半ばでのグラビアデビューであった。
下限については、1990年代以降注目されるようになった、小学生から中学生の子役女優を指した「チャイドル」や「ジュニアアイドル」が、度々水着でグラビアを飾っており、小池里奈や紗綾など、その流れを汲んだタレントのグラビアは根強い人気を維持していた。
しかし、中には10歳に満たない小学生がグラビアデビューを飾る例も出てきており、しばしば児童ポルノに該当するとの指摘がなされるなど、批判の対象になる事例も少なくなかった（ジュニアアイドル#法的課題と議論も参照）。低年齢化の流れは2014年の児童ポルノ法改正を受け、アマゾン、DMMなどが自主規制により、被写体が成人（18歳以上）の作品のみの取り扱いとなったため、批判は収まっていった。

## グラビアアイドルの傾向
一般的にグラビアタレント活動は、ひとつには芸能界において知名度向上を図るためのステップの1つと捉えられており、ある一定ラインの年齢を過ぎたり、テレビドラマや映画においてヒロインなどの重要な役に起用され、人気に火が付いたのをきっかけに女優や歌手、ファッションモデルなどへの転身が計られ、自然とグラビア界からフェードアウトしていくのが通例である。もうひとつはもともとが女優や声優、女性歌手、ファッションモデルなどで、グラビアタレント的活動をしている状態がある。
グラビアアイドルの倉持由香は下積みイメージがあるのは「稼げるのは一握り」「収入源が限られている」ことが主原因と記述。花形である雑誌仕事よりも下積み仕事と思われる撮影会やイベントが主要な収入になると筆致している。

### キャンペーンガール系
キャンペーンガールは水着姿でポスターなどの広告媒体に掲載されることが多く、グラビアタレントとは非常に融和性があり、一大供給源となっている。
水着グラビアタレントの元祖はアグネス・ラム（CMモデルとしてブレイク）など、日本人女性と比べると優れたプロポーションを持つ外国人女性なども挙げられる。キャンペーンガールではないものの、その後も「グラビア界の黒船」と言われたリア・ディゾンや、「無国籍の9頭身美女」のキャッチフレーズで注目されたCicaなど、様々な外国人女性が一定の人気を得ている。
令和時代以降、コンプライアンス的問題から水着グラビアでの企業広告こそ減少傾向にあるが、一般公開の展示会ではグラビアアイドルがコンパニオンやイメージモデルとして起用されることも多い。アニメ、ビデオゲーム系イベントでは登場キャラクターに扮したコスプレイヤーが登用されることも多く、こういった活動は公式コスプレイヤーと称される。

### 女優系
芸能界で活躍している女優・タレントの中にも、以前はグラビア活動も展開していた人物は決して少なくない。例えば、セミヌードの項にあるとおり1970年代から1980年代にかけ、俳優業を行っていた女優らが雑誌の他にテレビCM、商品（おもには酒類）販売促進用のカレンダーやポスターなどの広告媒体などでグラビア活動を実戦していた。1990年代以降も仲間由紀恵、深田恭子、加藤あい、井川遥、綾瀬はるか、長澤まさみ、倉科カナなどのほか、2010年代の新川優愛、有村架純、吉岡里帆などは、グラビア活動をこなしつつ俳優業も行っていた。その後、彼女らは出演作品に恵まれたこともあり、女優として大成する。
一方で、もともと女優をしながら、セクシャルな写真集などを刊行するなどで、グラビア活動を並行して展開する傾向も多く見られる。
#通常ファッションの通り、グラビアは何も水着やヌードだけには止まっておらず、通常ファッションによるグラビアも展開されている。
かつては広末涼子、矢田亜希子、上戸彩らが、この路線で売り出されて成功しているが、同時にファンの落胆を招いている側面もある。しかし、その副産物的現象として、水着グラビアを見せること自体が極めて稀となったそれらのタレントの水着などが掲載された雑誌や写真集、テレホンカードなどは、現在においても中古市場で高値で取引されている。
特撮ヒーロー番組分野においては、かつては一般ドラマより格下とみられたこともあり、その後の役に恵まれず、ヒロインや敵役を務めた女優が、後にヌードグラビアなどを発表することが多く見られる傾向はあった。2002年に放送された特撮テレビドラマ『忍風戦隊ハリケンジャー』に出演していた長澤奈央と山本梓、『仮面ライダー龍騎』に出演していた森下千里らがビジュアル面から人気となってグラビアに取り上げられ、「特撮ヒロイン（悪役も含む）からグラビア」の現在も続く路線が生まれた。以後、『スーパー戦隊シリーズ』からは木下あゆ美や逢沢りな、高梨臨、大久保桜子らが、『平成仮面ライダーシリーズ』からは加藤美佳や秋山奈々、白鳥百合子、松本若菜、馬場ふみからが、グラビアタレントとしても活躍し、ブレークのきっかけを掴んでいる。
さとう珠緒や桃月なしこのように当該作品に出演する以前からグラビアで活動していたタレントも多いほか、中村知世や杉本有美、元アイドリング!!!メンバーの森田涼花、にわみきほ、秋山莉奈、内田理央などは、すでにグラビアタレントとして地位を確立していた。あくまで子供番組であることからレギュラー出演時はグラビア活動を控える傾向もあったが、2020年以降は週刊プレイボーイが仮面ライダーヒロインコラボ号を出すなど、雑誌側、番組側ともに積極的に関与するようになっている。

### タレント系
お色気要因としてバラエティ番組に起用されることも多く、1980年代以降はリアクションなどを求められるバラエティアイドル（バラドル）として活躍する者もいた。
優香、小池栄子、眞鍋かをり、MEGUMI、中川翔子、若槻千夏らのような1990年代、2000年代を代表的するグラビアアイドルらは、グラビア界を離れた後も女優業や司会業、コメンテーター、果てはお笑いタレント並みのコントまでこなせる幅広い適応能力が評価されて、人気タレントになっていった。
その一方で、グラビアタレントとして一定の地位を確立した後も、あえてグラビアを（少なくともしばらくは）卒業せずにタレントや女優としての活動を並行して進める者もいる（一例として、井上和香、小倉優子、吉木りさ、おのののかなど）。
一方、2020年現在は"撮影会やSNSなどでも水着になるだけで誰でもグラビアタレントと名乗れてしまう"現状となっており、前述の雑誌や映像媒体ベースで活動していたものからは、批判や不満も出ている。
コンプライアンスの兼ね合いから令和時代以降、地上波バラエティへの出演機会は激減しており、テレビの影響という意味では、2022年にボクシング中継でのラウンドガールから脚光を浴びた雪平莉左、天野麻菜、波田妃奈らがブレイクした。

### 歌手・アーティスト系
洋の東西を問わずにセクシーさを前面に打ち出した歌手・アーティストも非常に多く、セクシャルな自身の姿をレコードジャケットなどに採用したり、セクシャルなミュージックビデオを製作するなども多くみられ、このことから、グラビア活動を展開するものも多い。日本でも過去には奥村チヨや山本リンダ、五月みどり、西川峰子、阿川泰子、といったセクシー系歌手などがみられ、昨今でも藤田恵名、望月琉叶、Sharo、紫艶、はやせひとみ、真梨邑ケイ、秋本奈緒美、倖田來未、八反安未果 、谷村奈南など、多くがグラビアタレント活動を展開する。
グラビア活動も展開していた浜崎あゆみは一時の休業を経て、自ら作詞もこなせる歌手として再デビュー、日本を代表するアーティストへと成長した。
2010年代半ばには「1番脱げるシンガー・ソングライター」の異名をもつ藤田恵名がミス東スポ2014グランプリ受賞などでブレイクした。歌うことが本業の意味では、後述のアイドルグループもこの系統だといえる。

### アイドルグループメンバー
アイドルタレントが、自身の歌手活動と連動して水着グラビアに出演する手法は、1970年代から現代まで用いられており、特に新しい芸能活動の手法ではないし、アイドルがユニット化した2000年代以降においても同様である。
1980年代半ばのおニャン子クラブをはじめ、「アイドル冬の時代」とされる1990年代前半の正統派アイドルおよびアイドルユニット（乙女塾系や桜っ子クラブなど）のメンバーも、音楽番組などへの出演数が減った分、雑誌などの水着グラビアに積極的に出演し、存在感を示す手法が取られた。
1990年代後半から2000年代前半にかけてミリオンセラーを連発し、本業の音楽活動でも成功したモーニング娘。などのハロー!プロジェクトや、Dream（）なども、メンバーのソロ活動の中で、雑誌グラビアに取り上げられ、水着姿が中心の写真集やDVDを発売する事例も多かった。
2000年代後半から国民的な人気を得たAKB48とその姉妹グループメンバーらは、活動当初からメンバー各自で水着グラビアに積極的に進出し、CDセールスや総選挙・握手会といったライブアイドルとしての先客とは別の男性ファンを獲得する原動力となった。
2010年代からはさらにアイドルグループグラビア進出が活発となり、SUPER☆GiRLSやフェアリーズらが雑誌グラビアやグラビア写真集に登場した。同年代後半からは、乃木坂46や欅坂46らの坂道グループが雑誌グラビアに登場し始める。雑誌グラビアでは水着を封印していた坂道グループは写真集で水着グラビアを披露し、乃木坂46の白石麻衣の写真集は売上歴代1位になるなど、坂道グループメンバーのグラビア写真集が写真集の売上ランキングを席巻した。2000年代後半に活躍したAKB48グループの卒業生もグラビアアイドルに転向し、中でも永尾まりやや平嶋夏海は水着グラビア界でも活躍した。その他グループアイドルでも全員がグラビアを展開するという例は少なくなっており、週刊ヤングジャンプ主催「サキドルエースサバイバル」（2012年開始）など、メンバーの一人ないし数名がグラビア担当としてグループの知名度をけん引する例がある。
2022年の「オリコン年間BOOKランキング」女性写真集部門では、乃木坂46、櫻坂46、日向坂46のいわゆる「坂道グループ」関連作品が1位から10位までを独占した。雑誌グラビアではHKT48の田中美久が30以上の雑誌で表紙を飾った。

### ファッションモデル系
1990年代後半になると、ローティーン向けファッション誌の専属モデルを務め、同世代の少女たちに人気のあったタレントらが、専属モデル卒業を機に、もしくは高校進学した時期に合わせて、続々とグラビア界に進出させる青田買いが増え始めた。
これは、前述した「グラビアからの転身」とは逆の現象であり、これらのタレントは、新たに別のファッション誌などでモデルに起用されるまで、あるいはテレビドラマや映画などで、ある程度女優としての経験を積むまで、グラビア活動を並行継続している。
古くは、例えば『ピチレモン』出身では榎本加奈子や酒井彩名、加藤あいなどがこのケースで、酒井と加藤は新人グラビアタレントを発掘することを目的とした日本テレビのプロジェクト『日テレジェニック』の第1回メンバーにも選出されている。
2000年代に入っても、この流れは続き、当時Seventeen（）誌の専属モデルとして人気を誇っていた榮倉奈々は、現役専属モデルとして水着写真集を出版し、水着グラビアに挑戦しており、当時のティーン向けファッション誌では珍しい例であった。同様の現役専属モデルでのケースには、ピチレモン（PichiLemon）誌の専属モデルとして人気を誇っていた福原遥の例がある。
その他にも、『ニコラ』で幾度となく表紙を飾った新垣結衣、岡本玲、川口春奈らも、同誌卒業後に女優業の傍ら、グラビアにも短期間進出した。同誌では久保ユリカなどは卒業後、イメージビデオを多く発売する展開を見せていく。そのほかにも天野莉絵（ピチレモン） 岩﨑名美（ハナチュー） 大野いと（Seventeen） 岡崎紗絵（Seventeen） 尾形沙耶香（Seventeen） 泉はる（ニコラ、non-no） 北乃きい（ハナチュー） 北山詩織（Seventeen） 新川優愛（Seventeen、non-no） 杉本有美（ピチレモン、JJ） 千眼美子（ラブベリー） 広瀬アリス（Seventeen） 水沢奈子（ピチレモン、ハナチュー） 三原勇希（ニコラ） 安田聖愛（ラブベリー） 岡本夏美（Seventeen、ラブベリー、ニコラ、non-no） 川津明日香（Seventeen） 飯豊まりえ（Seventeen、ニコラ） 大原優乃（ピチレモン）らの例がみられる。
2015年ごろからは、女性ファッション雑誌モデルのグラビア進出が「モグラ女子」と呼ばれムーブメントになった（後述）。

### アナウンサー系
1990年代からあった流れとしては、テレビ局のアナウンサーがタレント並みに注目されるにつれ、フリーアナウンサー・キャスターとなって、グラビアを通して清楚で知的な雰囲気を醸し出し、一定の男性ファンを獲得する手法が取られた。
キャスターとしてのイメージを守るためか、ヌードや水着グラビアは無く、露出は抑えめにする例（根本美緒や杉崎美香、小林麻央、皆藤愛子ら）が多いが、お天気キャスターで全国区の人気を得た角田華子や吉田恵が写真集で水着姿を披露したり、競馬番組のキャスターだった柳沼淳子、NHK契約キャスター出身の古瀬絵理らが積極的にグラビアに進出する動きも出てきた。これらはフリーアナウンサーの枠組みができたことが大きい。
2010年代に入ると、タレントとしてのキャリアがあるアナウンサー・キャスターが増加したことや、フリーアナウンサーそのものが供給過多状態になったことから、脊山麻理子、塩地美澄、伊東紗冶子、薄井しお里など、局アナからグラビアタレントに転向し、水着グラビアに進出する者も現れている。一方で、前述のフリーアナウンサーの露出を抑えたグラビア進出の影響から、局アナのグラビア進出も鷲見玲奈（テレビ東京、のちにフリー）、三谷紬（テレビ朝日）など稀にみられるようになった。局アナやフリーアナウンサーを問わず、レアな露出と美貌や知性で人気を集めているとされる。

### アスリート系
日本国外でもアリカ・シュミットなどの例があるとおり、スポーツの分野では、日本の例においてもスポーツ出身タレントもしくは現役アスリートで兼務する者も非常に多く、ビーチバレー選手（当時）の浅尾美和がそのアイドル並みのルックスの良さと鍛えられたしなやかな肢体が注目されて、オフシーズンの活動の一環としてグラビア活動をするようになり、水着写真集を発売、テレビ広告にも起用されるなどビーチバレーの知名度向上に一役買ったことが知られる。ほかに高野人母美・菅山かおる・益子直美・中田久美・長崎宏子・岩崎恭子・田島寧子・寺川綾・伊藤華英・村主章枝・今井メロ・中村真衣・中西悠子・畠山愛理などの例が見られ、中には女子プロレスラーなどが並行しながら、または引退後にグラビアタレント活動を展開することもある。
逆に、グラビアタレントからプロアスリートに転向した稀有な例もある。中原未來は元来ギャンブル好きで自身は賭ける側であったが、仕事でガールズケイリンの存在を知ったことで自身も競輪選手に憧れ、スポーツ競技の経験は一切なかったものの競輪選手への転向を目指し芸能界を引退した。中原はのち日本競輪学校（当時）の入学試験に合格、同校で訓練を積んだのち2018年7月より本名の日野未来としてガールズケイリンでプロデビューを果たし、トップレーサーにまで登り詰めた。ほかにも、プロレスリング転向組もおり、2010年代以降、愛川ゆず季、まなせゆうな、万喜なつみ、白川未奈らがリングデビューしている。

### その他（声優など）
また、グラビア界には、前述の傾向以外からの進出も増えているが、2000年代後半からはその流れが加速している。
声優界では、アイドル声優として知られる平野綾、たかはし智秋、戸松遥などが、いずれもグラビアアイドルと同様の水着姿を披露していくほか、2010年代になると、内田真礼、佐倉綾音、水瀬いのり、小倉唯、斉藤朱夏、逢田梨香子、豊田萌絵などのように、いわゆる一般の漫画雑誌などの巻頭グラビアに登場したり、水着姿を含む写真集を発表する声優も現れるようになった。いくつかの声優雑誌では（特に巻頭特集などで）、インタビューページよりもグラビアページの方にページが割かれている傾向が強いことが少なからず存在している。一例として『声優アニメディア』『声優パラダイスR』『B.L.T VOICE GIRLS』などが該当する。
この他にも、元衆議院議員の上西小百合が議員在職中に写真集を発売したり、藤川優里（青森県八戸市の市議会議員）が市議会選挙初当選後に水着姿が収録された写真集やDVDを発売したことでも話題となったが、上西・藤川は大学時代にキャンペンガールやタレントとして活動経験がある。
2020年代からはりりか、あみちなどSNSインフルエンサーのグラビア進出が本格化。週刊プレイボーイ編集部・金髪りさはグラビアをやっているインフルエンサーに「グラエンサー」と名付けた。

### AIグラビアアイドル
バーチャルアイドル#AIグラビアアイドル参照。

## 足跡

### 1970年 - 1980年代
日本においての「グラビアアイドル（以下、特別な場合を除きグラドルに略記）」の歴史は、キャンペーンガールとして1976年より活躍したアグネス・ラム（ハワイ出身）に始まる。
この時代はグラビア誌面の雑誌は、『平凡パンチ』（1964年創刊、マガジンハウス刊）、『週刊プレイボーイ』（1966年創刊、集英社刊）などの週刊誌系のみで、飾っていたのは当時の女性アイドルと専任のヌードモデルたちであった。
女性アイドルのメインは、ほぼすべてがテレビ出演やコンサートでの歌手活動で「アイドル歌手」とも呼ばれ、彼女らのグラビアにおける水着披露は、歌手としての人気を獲得するプロモーションの一環に過ぎず、「あくまで本業は歌手」の前提であった。
1974年に小学館からA4大判のグラビア雑誌『GORO』が創刊される。それまでの雑誌グラビアが、どちらかと言えば読み物記事の添え物といったような扱いだったのに対し、『GORO』は表紙と巻頭グラビアを写真家篠山紀信が担当した。無名女性モデルのヌードからアイドル歌手、新進の若手女優を等価に扱ったグラビアコーナー「激写」を生み出し、これが世に受けてグラビア写真により大きな比重を置いた雑誌として、成人男性読者を中心に大きな反響を呼ぶ。
1980年代前半当時の芸能界は、山口百恵引退後の第2期女性アイドル歌手ブームが起きていた時期であり、掲載していた場合について、まだ世間的にも女性アイドルが「グラビアに載っている」という捉え方でしかなかったが、アイドル歌手、クラリオンガールなどのキャンペーンガールや新人女優が、グラビアで水着を披露する割合が多かった。
1982年に『スコラ』（講談社、のちに分社）が創刊した。
1984年、堀江しのぶがデビューする。堀江は後に巨乳アイドルブームの立役者となる野田義治（現：サンズエンタテインメント会長）の秘蔵っ子であり、野田に「堀江を売り出すためにイエローキャブを創った」と言わしめるほどの存在だった。グラビアで人気を獲得した堀江は徐々にバラエティー番組やドラマ、映画へと活動の幅を拡げ、現代においても見られる「グラドル→マルチタレント」の流れの基礎を築いたが、4年後の1988年9月に、胃癌により23歳の若さで急逝。彼女の死が大きく報じられたことによりグラドルの存在を世に記す第一歩となり、その後野田が手掛けたかとうれいこや細川ふみえも、豊満で肉感的なスタイルを活かしてまずグラビアで人気を博した後、テレビ番組など活動の幅を拡げており、野田率いるイエローキャブはグラビア界で地位を確立した。

### 1990年代
1990年代に入ると、大手のオスカープロモーションがC.C.ガールズやシェイプUPガールズといった、セクシー路線に徹したアイドルグループを売り出し、こうしたセクシータレント及びグループが多数登場した。しかしながら、この時点でも「グラビアアイドル」の言葉は浸透しておらず、売り込む対象は一部の男性層に限られており、彼女たちは（後年には別な意味合いとなる）「セクシータレント」などと呼称をされていた。この時期には『ギルガメッシュないと』（テレビ東京）、『トゥナイト2』（テレビ朝日）などの深夜番組が開始され、水着アイドルが雑誌以外の媒体で活動する機会も増加した。
1994年、この年にエポックメーキングな登場をしたのが雛形あきこである。2年前に俳優として芸能界デビューしていたが伸び悩んでおり、イエローキャブに移籍して水着グラビアを始めるとその素質が一気に開花する。俗に「雛ポーズ」と呼ばれる両腕を絞って胸の谷間を強調するポーズで広く知られ、これ以降の水着グラビアに一定の方向性を示した。またグラビアアイドルという呼称が世の中に伝播したのもこの当時とされる。1996年にはグラビアアイドルをピックアップしたバラエティー番組『BiKiNi』（テレビ東京、司会は雛形あきこ）が開始された。
イエローキャブ系の巨乳グラドルが隆盛の中、細身で美乳の新しいタイプのタレントとして、藤崎奈々子や山川恵里佳らを擁するアバンギャルドが台頭し、彼女らもグラビアでの成功を機にマルチタレントへとステップアップしている。
また、この頃から大手プロダクションもグラビアアイドルを手掛けるようになり、ホリプロからは優香がデビュー。1年後の1998年にゴールデン・アロー賞のグラフ賞を受賞したのを皮切りに、1999年度には最優秀新人賞・放送新人賞を、2000年度にも放送賞を受賞し、2002年度には記念表彰のゴールデングラフ賞を受ける快挙を成し遂げ、グラビアタレントの地位向上に大きく貢献した。
イエローキャブ系以外の巨乳グラドルとしては、青木裕子、黒田美礼、坂木優子、松田千奈などが活躍。取り分け、青木裕子と黒田美礼はグラビア雑誌の表紙を競い合うように飾ったが、雑誌以外のメディアに出演することは少なかった。一方、坂木優子や松田千奈はバラエティやVシネマなどでも活躍した。
1990年代末期になると、バストのサイズが100cmを超えるグラドルも登場。大沢舞子（100cm、1999年デビュー当時はみなみ名義）を皮切りに、2000年代以降の根本はるみ（103cm）、石川夕紀（105cm）へとつながっていく。また、巨乳グラドルの増加に伴い、雑誌の紹介記事などでは、サイズに加えてカップが記載され、キャッチコピーで使われることも多くなっていった。
90年代後期は雑誌社もミス○○というグラビアの仕掛けを展開し始め、フジテレビ「ビジュアルクイーンオブザイヤー」がグラビア発掘系にシフトする。俗に「アイドル冬の時代」と呼ばれ、歌って踊るアイドルは日の目を浴びにくい状況だったが、自らの肢体を武器に新たなスター像を確立したグラビアアイドルは大きく花を咲かせた。

### 2000年代以降
2000年以降、アイドル系の新しいグッズアイテムとしてトレーディングカードが登場し、グラドルの有力商品グッズの1つとして定着していった。
グラビアタレントのバラエティ番組への本格的進出が顕著になり、特にMEGUMIや若槻千夏をはじめとする「芸人並にしゃべれて面白いリアクションができるグラビアタレント」の出現が、グラビアタレントの裾野を広げる大きなきっかけとなった。
この頃から大抵の番組では俗に「グラビアタレント枠」と言われるものが設けられ、お笑い芸人たちに混じって番組を盛り上げる役として、お茶の間の人気を獲得していく。
2000年代中盤以後、ライブアイドル・ファッション雑誌専属モデルなど、グラビアのキャリアなくキャリアを成長させるタレントの増加などがみられるほか、グラビアタレントより露出の多いジャンルへの人材流出などがみられた。
2000年代中盤以後、『ヤングガンガン』(スクウェア・エニックス)の新規参入や『漫画アクション』(双葉社)、『ヤングキング』(少年画報社)の復活といったものはあるものの、グラビア業界の市場規模の拡大については、陰りが見え始めた。
市場規模拡大について陰りが見えた主な原因として、少子化によるグラビア誌の購買人口の減少や、出版不況による紙媒体の衰退などがあげられる。2008年夏には『週刊ヤングサンデー』が『ビッグコミックスピリッツ』に編入される形で休刊され、2010年の始めには『sabra（）』が紙媒体からWEBサイトへ移行した。
更に2010年ごろから、AKB48などのグループ・アイドルやファッション誌のモデルらが、雑誌の表紙やグラビアページ、更には先述したバラエティ番組の「グラビアタレント枠」に割って登場するようになり、既存グラドルの活躍の場が、少しずつ失われていった。グラビア出身の小池栄子、酒井若菜らはこの間に女優業へシフトしていった。そんなグラビア冬の時代と言われる中で奮闘したのが14歳でデビューした篠崎愛、12歳でプレイボーイの表紙となった紗綾らのジュニアアイドル出身者や、吉木りさ、おのののから癒し系と言われるアイドルたちである。
こうした中、倉持由香や塚本舞、鈴木咲らは、SNSなどで水着姿の自画撮り画像を公開し、雑誌や既存メディアに頼ることなく、水着グラビアを披露する動きが出てくる。後に倉持は人気グラドルの一人となり、SNSなどの自画撮り画像の公開は、その後のグラドルたちのアピール手法の一つとして確立する。そして、デジタルカメラの普及により、全国的に増加していた撮影会への出演を通して知名度を重ねていく。
また、いわゆる「ご当地アイドル」ブームの低下と同時に、ライブアイドルたちがタレントとしての生き残りを探る中で、水着グラビアを披露する例が増加する。
2010年代中ごろから、イメージDVDなどに出演していたモデルがAV女優に転身するケースとして、AV女優やヌードモデルとして活動させることが決まっているタレントに「タレント」の肩書をつけ、転身の箔を付けさせるため、あらかじめ水着・着エロなどでのグラビア媒体に出演させる例も見られていく。
2016年ごろからは、グラビアタレントとしてもファッションモデルとしても活躍する人物が「モグラ女子」として注目されるようになり、馬場ふみか、久松郁実、内田理央、大川藍、泉里香、武田玲奈、石川恋、朝比奈彩、松元絵里花、武田あやな、松本愛らが活躍。 
2017年ごろより、AKB48系アイドルタレントが、グラビア活動をセーブする。
その一方、非AKB系のメジャーアイドルユニットを抱える事務所は、AKB系が独占してきた雑誌グラビア枠に、続々と所属タレントを出演する戦略を取った。これまで音楽業界に重点をおいてきた大手エイベックス・マネジメント（浅川梨奈・出口亜梨沙・大原優乃など）も、先行するアップフロントプロモーション勢（例えば牧野真莉愛・譜久村聖・植村あかりら）のように、グラビア業界に参入していった。
2018年ごろからは、新興のモデル事務所であるリップ（葉月あや・橋本梨菜・森咲智美・戸田れいなど）、ゼロイチファミリア（青山ひかる・桃月なしこ・伊織いおなど）のタレントがグラビア界に参入する。
そして脊山麻理子・塩地美澄・薄井しお里・鷲見玲奈・森香澄ら、アナウンサーからの転身組、えなこ・伊織もえなどのコスプレーヤーの登場など、多種多様なジャンルから、モデルが参入する。
こうして、群雄割拠な状況ながら、グラビアタレントは復権しつつある。2022年5月、週刊プレイボーイ編集部（週プレチャンネル担当）の金髪りさ、とりはグラビアアイドル104人にアンケートを行い、ライバルは「いない」と答えた女性が多かったことに言及し、SNSで誰でも自己発信できるようになり、いかに自分らしさを写真などで表現するかが大事になった時代と考察している。
一方、2023年12月には女性ファッション誌『LARME』から仲川瑠夏と月足天音を起用したデジタル写真集が発売。これまでも女性向け女性グラビアは『an an』や『ar』で観られたが、デジタル写真集に落とし込んだのは珍しく、水着や下着表現も多いことから、女性向け女性グラビアの誕生と位置付けられた。週刊プレイボーイにおいてもファッション誌カメラマンである東京祐、中村和孝、前康輔の起用が増えるなどコンテンツのボーダーレス化が増した。

## グラビアアイドル関連のプロジェクト・コンテスト

### ゴールデン・アロー賞「グラフ賞」
社団法人（現：一般社団法人）日本雑誌協会雑誌芸能記者クラブ主催の「ゴールデン・アロー賞」には、日本雑誌写真記者会が選考する「グラフ賞」があり、もともとその年度で最も雑誌のグラビアを飾り話題を提供した被写体が受賞者に選出されていた。
以下、1998年度（第36回）受賞の優香以降は、グラビアアイドルの登竜門的な賞となっていた。
- 1998年度（第36回）：優香
- 1999年度（第37回）：本上まなみ
- 2000年度（第38回）：釈由美子
- 2001年度（第39回）：井川遥
- 2002年度（第40回）：吉岡美穂
- 2003年度（第41回）：井上和香
- 2004年度（第42回）：岩佐真悠子
- 2005年度（第43回）：安田美沙子
- 2006年度（第44回）：ほしのあき
- 2007年度（第45回）：南明奈

受賞者は、自動的に翌年度の「雑誌愛読月間」イメージキャラクターに起用される。
いずれも、その時代を反映したフォトジェニックであり、受賞者を改めて見ることで、一般大衆が求めるグラビアの傾向やその推移が見て取れる。
そして、他のミスコンのように、同性の視線を意識してか、均整の取れたプロポーションの持ち主が選ばれやすいのが特徴。
また受賞者は、ミスマガジンなどの、当該年度キャンペーンの受賞者であることなどから、実績、活動に対しては非常に厳しい評価がされている。
ゴールデン・アロー賞は第45回をもって終了したが、雑誌愛読月間イメキャラの選出は2013年度まで行われた。
2009年度以降は佐々木希、桜庭ななみ、武井咲、剛力彩芽、能年玲奈が起用されており、ゴールデン・アロー賞終了後のイメキャラは、グラドルから若手女優へとシフトしている。つまり2012年度はグラドル勢で孤軍奮闘していた吉木りさが、2013年度はそのエロティックなキャラクターが広く話題となり、女性ファッション誌にも出演機会があった壇蜜が落選しているのである。
AKB48および姉妹グループのメンバーは、2009年頃以降の雑誌グラビアを席巻していた時期でも、選出者がいなかった。
2010年代中盤には「カバーガール大賞」として、事実上復活している。

### プロジェクト・コンテスト例
- ミス・アップ（ワニブックス『UP to boy』、1986年-1999年）※一時期中断
- ミスiD（講談社、2013年-）
- ミスマガジン（講談社『週刊少年マガジン』『週刊ヤングマガジン』合同、2001年-2011年、2018年-）
- サキドルエースSURVIVAL（週刊ヤングジャンプ、2012年-）
- ゲンセキ (グラビア)（週刊ヤングジャンプ、2015年-2017年）
  - グラビアJAPAN（集英社『週刊プレイボーイ』・『週刊ヤングジャンプ』合同、2009年-2011年）
  - 全国女子高生制服コレクション（制コレ）（『週刊ヤングジャンプ』、1992年-2008年、2014年、2018年、2020年-）
  - ミス週プレ（『週刊プレイボーイ』、2005年-2006年）
- ミスアクション（双葉社『漫画アクション』、1987年-2017年）※一時期中断
- ミスFLASH（光文社『FLASH』、2006年-）※2010年は開催無し
- ミスヤングチャンピオン（秋田書店『ヤングチャンピオン』、2010年-）
- 乙女学院（小学館、「2008年-）
  - YS乙女学院（『週刊ヤングサンデー』、2004年-2008年）※コンテストとしては2006年-2008年
- ミスヤングアニマル（白泉社『ヤングアニマル』、2000年-2014年、2022年-）※休止中はNEXTグラビアクイーン、YAグラ姫を開催。2022年に復活。
- ミス東スポ（東京スポーツ新聞社『東京スポーツ』、2012年-）
- グラジャパ!アワード（2015年-『週刊プレイボーイ』）
- ZAK THE QUEEN（産業経済新聞社『夕刊フジ』、ZAKZAK、2004年-2015年）
- 日テレジェニック（日本テレビ、1998年-2015年）
- フジテレビビジュアルクイーン（フジテレビ、1992年-2002年）
- テレ朝エンジェルアイ（テレビ朝日、2001年-2004年）
- ファイブスターガール（ポニーキャニオン、1997年-2006年）

## グラビアページを掲載している主な媒体
- 秋田書店 - 週刊少年チャンピオン・ヤングチャンピオン・ヤングチャンピオン烈
- KADOKAWA - グラビアザテレビジョン・ヤングドラゴンエイジ・GIRLS-PEDIA
- 講談社 - 週刊少年マガジン・週刊ヤングマガジン・月刊ヤングマガジン・FRIDAY・週刊現代・WHITE graph
- 光文社 - FLASH
- 集英社 - 週刊プレイボーイ・週刊ヤングジャンプ
- 小学館 - ビッグコミックスピリッツ・週刊ポスト・週刊少年サンデー・週刊ヤングサンデー（2008年7月休刊）・sabra（2010年1月休刊）
- 少年画報社 - ヤングキング（一時期掲載無し）
- 新潮社 - 「月刊」シリーズ（ - 2010年）
- スクウェア・エニックス - ヤングガンガン
- 竹書房 - 近代麻雀・月刊キスカ（2022年1月休刊）
- 東京ニュース通信社 - B.L.T.・blt graph.
- 徳間書店 - アサヒ芸能・月刊エンタメ・アサ芸シークレット
- 日本ジャーナル出版 - 週刊実話
- 白泉社 - ヤングアニマル・ヤングアニマル嵐（2018年6月休刊）
- 白夜書房 - BUBKA・BRODY
- 扶桑社 - 週刊SPA!、別冊SPA! 旬撮GIRL
- 双葉社 - 週刊大衆・EX大衆・漫画アクション
- 文藝春秋 - 週刊文春（「原色美女図鑑」）
- ワニブックス - アップトゥボーイ・UTB+
- ワン・パブリッシング - BOMB
- 三和出版 - MEN'S DVD